# Mirabella Imbaccari
Mirabella Imbaccari este o comună în Provincia Catania, Sicilia din sudul Italiei. În 2011 avea o populație de 5.195 de locuitori.

## Demografie
Mirabella Imbaccari - evoluția demografică

|  | Graficele sunt indisponibile din cauza unor probleme tehnice. Mai multe informații se găsesc la Phabricator și la wiki-ul MediaWiki. |

Date: Recensăminte sau birourile de statistică - grafică realizată de Wikipedia